# Круг Земель
Круг Земель — фентези-мир, созданный украинским писателем Александром Зоричем. Первый роман в этой вселенной — «Знак разрушения» вышел в 1997 году. «Мир, разделенный непреодолимой завесой напополам… Мир, описанный в двух циклах, между которыми — шесть столетий… Мир, в котором магия — одновременно и основа жизни, и смертельное преступление. Круг Земель Александра Зорича — одна из ярчайших фэнтези-вселенных в отечественной литературе.»

## Воплощения

### Игра
16 апреля 2009 года по мотивам произведений о Круге Земель была выпущена игра: «Свод Равновесия: Бельтион» (Beltion: Beyond Ritual). Разработчик игры — компания Rostok-Games, издатель — компания Новый диск, сценарий написал Александр Зорич.

## Мир Круга земель

### Зарождение мира
История Круга Земель начинается с приходом двух Высоких Сущностей (аналоги богов). Мир оказывается тесен для двух сверхсущностей, и начинается война. В ходе Изначальной Войны между двумя лагерями разделяется почти все население мира. Хуммер, одна из Сущностей, полностью уничтожает соперника, и имя Второго предается забвению. С тех пор его так и стали называть — Тот, Кого Хуммер Лишил Значений. По той же причине практически ничего нельзя сказать о функциях или сфере интересов Лишенного Значений. Однако, если учесть его противостояние Хуммеру, деятельность которого была связана с извращением природного хода вещей, разрушением и обновлением, можно предположить, что Второй охранял существующий миропорядок и служил созиданию.
Хуммер (Первая Сущность) не вышел из битвы невредимым. Он впал в состояние на грани небытия и лишился возможности напрямую влиять на мир Солнца Предвечного. Последним подарком Хуммера перед отходом ко сну стала непреодолимая для простых смертных Завеса, разделившая Круг Земель пополам. Восточная, континентальная часть, стала называться Сармонтазарой. Западная, где после Изначальной Войны остались лишь десяток крупных островов и несколько архипелагов, получила имя Синий Алустрал.
Так мир Солнца Предвечного потерял первозданную целостность, а история в Сармонатазаре и Синем Алустрале потекла по разным руслам. Редкие маги и герои преодолевали Завесу — обычно только для того, чтобы в который раз удивиться беспредельной непохожести двух половин некогда единого Круга Земель. Среди Высоких Сущностей на первый план вышли огненный Гаиллирис и покровитель вод и недр Шилол, затаилась в ожидании Великая Мать Тайа-Ароан, воплощение первобытных, хтонических сил. Однако сон Хуммера тревожен, и вздохи Спящего несут миру новые потрясения.

### Страны
- Сармонтазара

объединяет безводные пустыни и заснеженные горы, нескончаемые степи и великие леса, области, заселенные дикими племенами, и альянсы вольных городов, древних княжеств и могущественных империй. Её карта часто изменялась, и ко времени действия тетралогии «Свод Равновесия» в восточной половине Круга Земель осталось четыре главных государства: сверхдержавы Харренский союз и Империя Тер, а также небольшие Ают и Варан. Если две последних страны в силу невеликих размеров обладают значительной целостностью (чему не в последнюю очередь способствуют спецслужбы, поднятые как в Варане, так и в Аюте на непревзойдённый уровень), то на территориях Тер и Союза полно глухих медвежьих углов, почти не подчиняющихся власти императора и харренского сотинальма.
- Синий Алустрал

Практически весь состоит из островов за исключением узкой полоски между Завесой и побережьем. Континентальная часть Алустрала называется Поясом Усопших, и на неё никто не претендует, так как Пояс находится в полной власти сверхъестественных сил, его безлюдные просторы алустральцы оставляют душам мертвых. Острова разделены между семью кланами — Благородными Домами, которые постоянно враждуют между собой. Некогда Домов было восемь, но соперники объединились против Конгетларов и почти полностью их вырезали. Формально Благородные Дома подчиняются императору, который сидит на «ничейной» земле в городе Рем Великолепный, однако за всю историю Алустрала настоящее объединение кланов произошло только раз, для войны с Сармонтазарой.

### Население и животный мир
Мир Солнца Предвечного практически полностью принадлежит людям, иные разумные расы встречаются здесь довольно редко. По разнообразию человеческих наций и культур Круг Земель не уступает, например, Земноморью или Семи Королевствам. Среди других рас встречаются: земноводные гуманоиды — эвероноты, они почти полностью были уничтожены во время Третьего Вздоха Хуммера вместе с островом Хеофор, на котором они проживали. В легендах Сармонтазары и Алустрала упоминаются северяне ледовоокие, таинственно исчезнувшие мастера магического искусства. Считается, что они создали расу феонов — бессмертных и могущественных сущностей, которые чаще всего проявляются в видимом мире как зверолюди. Дальние родственники феонов — оборотни-гэвенги, обитающие в собственном аспекте реальности и только изредка спускающиеся в Сармонтазару.
Спящий наводняет мир новыми и новыми порождениями своей мрачной воли. Крылатый Пес Хуммера, Девкатра,— полуматериальное создание, способное принимать разнообразные обличья, однако чаще всего встречающееся в виде исполинского бражника. Помимо всего прочего, Девкатра служит хранилищем заблудших душ. Крылатый Пес «вылупляется» из громадных и почти неуязвимых земляных червей шардевкатранов. Аютцам удалось приручить этих чудовищ и вывести из их плоти непробиваемые живые доспехи. Усмирен сармонтазарскими магами Магдорнский Тритон — морской змей, который в хорошем настроении готов поработать водным транспортом. Впрочем, иногда Тритон вспоминает о Спящем, и гнев его бывает страшен. А вот Воинство Хуммера — мертворождённые птицелюди-кутах — о своем создателе не забывает и готово послужить любому его приспешнику, которому достался управляющий Обруч. Жаль, что эти верные существа были истреблены ещё во времена Третьего Вздоха.
Мирные животные тоже не редкость в Круге Земель. Жители Алустрала запрягают в морские колесницы гигантских каракатиц, которыми управляют с помощью звуковой магии. Срочные сообщения между островами разносят почтовые альбатросы, а «морской спецназ», нагиры, нередко осёдлывает ручных дельфинов. Целый сонм «номерных животных» выведен магическим путём в Своде Равновесия. Например, животные-девять — почти разумные боевые псы, а также крысы-почтальоны, жуки-мертвители и другие жертвы генной магии."

### Пути героев
Героев Круга Земель можно разделить на: простых смертных, Отраженных, Звездорожденных и следующих Пестрым Путём.
В каждом человеке лежит бессмертное семя души, которое после смерти тела попадает в Земли Грем. Семена душ грешников оказываются в Проклятой Земле, там они прорастают страшными растениями и учатся приносить сладкие плоды, а очистившись таким образом, возвращаются в Круг Земель и воплощаются в новорожденных. У праведников другая судьба: их семена душ вечно цветут в Святой Земле Грем, однако с помощью тайного искусства та-лан они могут снова возродиться в мире Солнца Предвечного, не утратив знания о прошлом. Так на свет появляются Отраженные. Чаще всего это перерожденные древние герои или мудрецы. Отраженные обычно не осознают свою природу до определенного возраста или события, но потом их способности многократно возрастают.
Отраженные встречаются редко, но ещё реже встречаются дети Великой Матери Тайа-Ароан — Звезднорожденные. Они тоже появляются на свет дважды: в первый раз как обычные люди, во второй они полностью обретая свою полубожественную сущность. Неуязвимые для стихий и обычного оружия, наделенные могущественной магией, с радужно переливающимися очами, они становятся величайшими волшебниками и воителями, героями или злодеями и надолго остаются в мифах и легендах. Помимо Тайа-Ароан, Звезднорожденные связаны с Хуммером: считается, что трое таких полубогов могут пробудить Спящего. Судьбы Звезднорожденных всегда связаны, какой путь бы они ни избрали. Огненной бурей прокатилась по Кругу Земель Война Третьего Вздоха Хуммера, в которой участвовали Октанг Урайн, Элиен Ласарский и Шет окс Лагин. Этим Звезднорожденным удалось не только определить лицо мира Солнца Предвечного на сотни лет вперед, но и несколько раз обратить вспять само течение времени.
На Пестром Пути может оказаться любой, и для этого не обязательно рождаться дважды. Вряд ли ставший на этот путь обретет всемирную славу, зато его ждет жизнь наполненная приключениями, совпадениями и невероятными случайностями. Куда попадают Семена душ ставших на Пестрый путь не известно.

### Магия Круга земель
В мире Солнца Предвечного есть волшебство. Большая часть его магической составляющей происходит от Высоких Сущностей — например, те же чудовища или Звезднорожденные. До Третьего Вздоха Хуммера дожил Леворго, величайший маг своей эпохи и верный ученик Лишенного Значений. Он возглавлял орден хранителей Диорха — сердца своего мастера, артефакта, в котором содержались множественные миры. Став прислужником Хуммера, Звезднорожденный Октанг Урайн получил «в приданое» не только воинство кутах, но и множество заклинаний и волшебных предметов, имеющих отношение к Спящему.
Весь Круг Земель расчерчен Путями Силы, на их пересечении находятся благодатные Золотые Цветки. Эти перекрестки являются «отправными точками» для путешествий семян душ. Люди, обнаруживающий Пути Силы и Золотые цветки называются лозоходцами. С этими образованиями связана и целая ветвь магии — географическая.
Многие народы Круга Земель также владеют магией. Ноторам подвластны деревья и травы. Своими волшебными Путями (Ветра, Стали, Льда) идут Благородные Дома Алустрала. Есть в мире Солнца Предвечного даже примеры техномагии, например, поражающие врата с помощью своеобразного ультразвука «кричащие девы» или «молнии Аюта» — пушки, стреляющие огненными шарами.
Все магическое разнообразие Круга Земель может быть описано двумя словами: Изменение и Обращение. Изменение естества вещей и Обращение порядка вспять, к хаосу. В этом — суть любого колдовства и главное диалектическое противоречие, которое лежит в основе магического мира Солнца Предвечного.